# Néa Mousiotítsa
Néa Mousiotítsa (Nea Mousiotitsa) är en ort i Grekland.   Den ligger i prefekturen Nomós Ioannínon och regionen Epirus, i den centrala delen av landet, 290 km nordväst om huvudstaden Aten. Néa Mousiotítsa ligger 276 meter över havet och antalet invånare är 287.
Terrängen runt Néa Mousiotítsa är kuperad österut, men västerut är den bergig. Néa Mousiotítsa ligger nere i en dal. Runt Néa Mousiotítsa är det ganska glesbefolkat, med 40 invånare per kvadratkilometer. Närmaste större samhälle är Pappadátes, 11,9 km söder om Néa Mousiotítsa. I omgivningarna runt Néa Mousiotítsa växer i huvudsak blandskog.